# Fondazione Edoardo Garrone

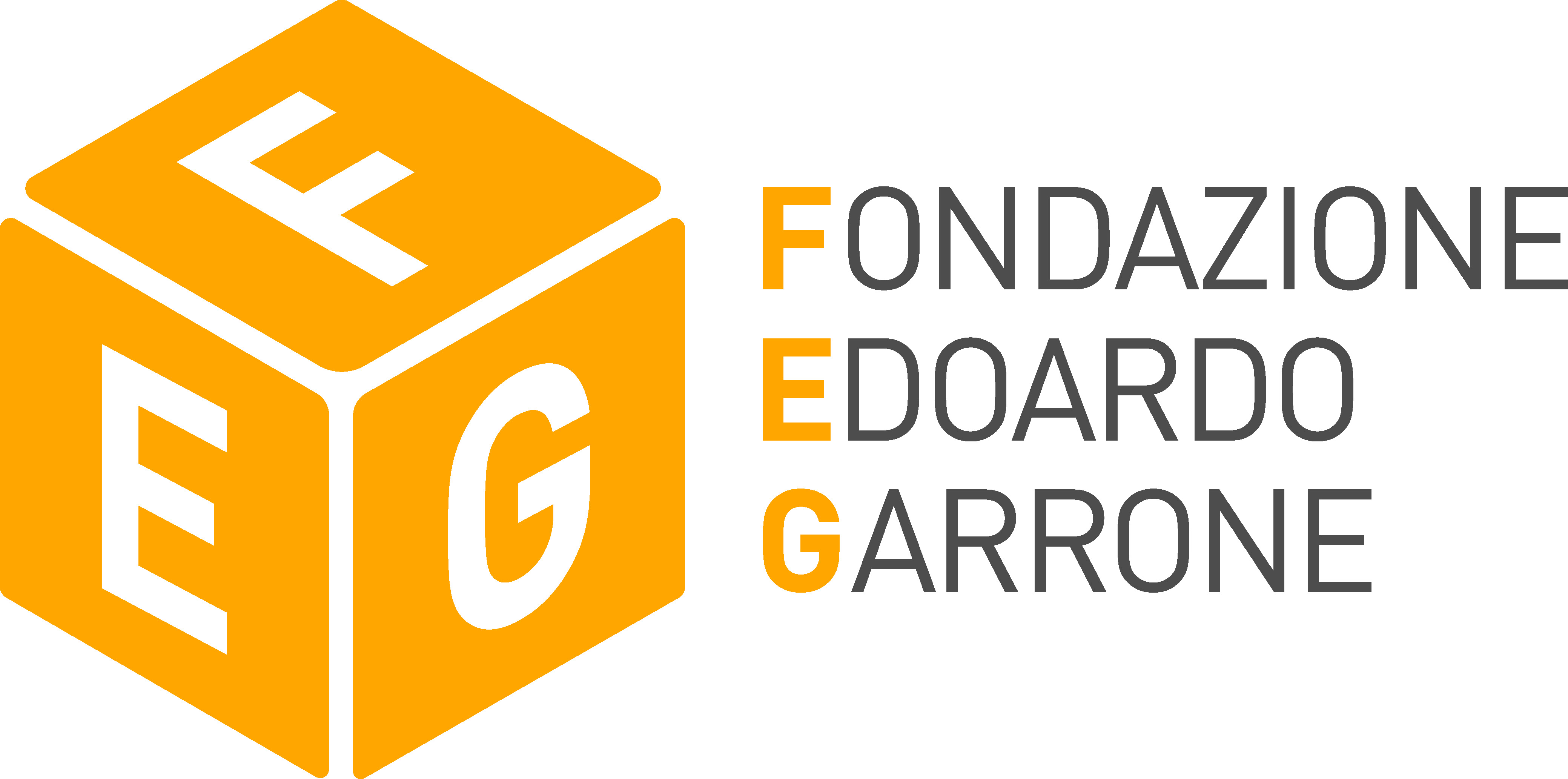
Il Logo della Fondazione Edoardo Garrone

La Fondazione Edoardo Garrone è una fondazione culturale di tipo operativo, costituita nel 2004 a Genova, da ERG S.p.A. e San Quirico S.p.A., in memoria di Edoardo Garrone.

## Storia
La Fondazione nasce nel 2004 su desiderio del suo Presidente Riccardo Garrone che l'ha guidata per quasi dieci anni fino alla sua scomparsa nel gennaio 2013. Oggi a presiedere la Fondazione è il figlio Alessandro Garrone.

## Sede
La Fondazione ha sede nel cinquecentesco Palazzo Ambrogio Di Negro in Piazza Banchi, iscritto nel circuito dei palazzi dei Rolli e Patrimonio dell'umanità dell'UNESCO.

## Attività
La Fondazione, senza fini di lucro, ha come scopo quello di favorire la condivisione, la fruizione e la diffusione della cultura, dell'arte, della scienza e delle loro più significative forme di espressione.
Nel corso degli anni ha promosso e realizzato corsi di alta formazione post laurea e ha avviato nel 2006 a Siracusa la Scuola di alti studi in economia del turismo culturale "Cattedra Edoardo Garrone".
All'attivo anche rassegne culturali, tra cui il ciclo di incontri "Lunedì Feg//Le parole tra noi", "L'Italia s'è desta?" e le "Lezioni di Storia. Gli anni di Genova" organizzate in collaborazione con Laterza e Fondazione per la Cultura Palazzo Ducale.

## Comitato scientifico
Fanno parte del Comitato Scientifico della Fondazione: Alessandro Amadori, Vittorio Bo, Remo Bodei, Antonio Calabrò, Eva Cantarella, Daniela Colombo e Giovanni Battista Pittaluga.